# Voglia di donna
Voglia di donna è un film in tre episodi del 1978 diretto da Franco Bottari.

## Episodi

### Domenica con...
L'ing. Bruno e la moglie africana videoregistrano i loro rapporti intimi che, per un inconveniente tecnico, vengono visti in diretta televisiva anche da tutto l'attonito condominio.

### La pipì
Luisa tradisce il fidanzato Paolo con un maturo avvocato, ma il giovane se n'accorge ed escogita un piano per sorprenderli.

### Il miracolo
Il gelataio Gesuino ha una calda avventura con la focosa Cicciolina, grazie all'invenzione "stimolante" d'uno scienziato pazzo.